# Adriano Caprioli

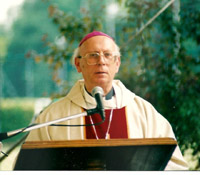
Bischof em. Adriano Caprioli (2017)

Bischofswappen von Adriano Caprioli

Adriano Caprioli (* 16. Mai 1936 in Solbiate Olona, Provinz Varese, Italien) ist emeritierter Bischof von Reggio Emilia-Guastalla.

## Leben
Der Erzbischof von Mailand, Giovanni Battista Kardinal Montini, spendete ihm am 28. Juni 1959 die Priesterweihe. Caprioli wurde anschließend in den Klerus des Erzbistums Mailand inkardiniert. 1961 schloss er sein Studium der Theologie in Rom ab und unterrichtete zunächst am Priesterseminar von Masnago in Varese, ehe er von 1972 bis 1993 am Seminar von Venegono Inferiore, dem diözesanen Priesterseminar des Erzbistums Mailand, unterrichtete. 1995 wurde er Dekan der Gemeinden in Legnano.
Papst Johannes Paul II. ernannte ihn am 27. Juni 1998 zum Bischof von Reggio Emilia-Guastalla. Die Bischofsweihe spendete ihm der Mailänder Erzbischof, Carlo Maria Kardinal Martini SJ, am 12. September desselben Jahres; Mitkonsekratoren waren Pasquale Macchi, Prälat von Loreto, und Giovanni Paolo Gibertini OSB, emeritierter Bischof von Reggio Emilia-Guastalla.
Am 29. September 2012 nahm Papst Benedikt XVI. das von Adriano Caprioli aus Altersgründen vorgebrachte Rücktrittsgesuch an und ernannte ihn bis zur Amtseinführung seines Nachfolgers am 16. Dezember desselben Jahres zum Apostolischen Administrator der Diözese.